# Edson Ndoniema
Edson Ndoniema, né le 11 février 1991, à Luanda, en Angola, est un joueur angolais de basket-ball. Il évolue au poste d'ailier.

## Palmarès
- Coupe d’Afrique des clubs champions 2013
- Médaille d'or des Jeux africains de 2015
- Finaliste du championnat d'Afrique des 18 ans et moins 2008